# Dallas Clark
Dallas Dean Clark (* 12. Juni 1979 in Livermore, Iowa) ist ein ehemaliger US-amerikanischer American-Football-Spieler. Er spielte Tight End für die Indianapolis Colts, Tampa Bay Buccaneers und Baltimore Ravens in der National Football League (NFL) und gewann Super Bowl XLI.

## College
Er fing 1999 als Linebacker bei den Iowa Hawkeyes an, bis er 2001 zum Tight End umtrainiert wurde. Dallas Clark startete zehn Spiele und fing 38 Pässe für 539 Yards.
2002 fing Clark mit 95 Yards den zweitlängsten Pass in der Schulgeschichte der Hawkeyes. Er wurde ins All-Big Ten Team berufen und gewann sogar den John Mackey Award. 2003 wurde Dallas Clark dann von den Indianapolis Colts in der 1. Runde der NFL Draft ausgewählt.

## NFL
Seinen größten Erfolg erreichte Dallas Clark, als er 2007 mit den Indianapolis Colts den Super Bowl XLI gewann. Er war sogar der beste Tight End während der Play-offs. Seine stärkste Saison spielte Dallas Clark  jedoch 2009, als er als zweiter Tight End in der NFL-Geschichte in einer Regular Season 100 Pässe fing und damit 1106 Yards Raumgewinn erreichte. Nach dieser Saison wurde er zum ersten Mal in seiner Karriere in den Pro Bowl gewählt.